# John Beckwith (Kunsthistoriker)
John Gordon Beckwith (* 2. Dezember 1918 in Whitby; † 20. Februar 1991 in London) war ein britischer Kunsthistoriker und Museumskurator.

## Leben
Im Alter von zwei Jahren starb Beckwiths Mutter und sein Vater, John Frederick Beckwith, verließ ihn. Sein Vater lebte anonym im Londoner East End und wurde erst in dessen letzten Lebensjahren von Beckwith entdeckt. Beckwith wuchs bei seiner Großmutter väterlicherseits in Whitby, North Yorkshire, auf, bis sie in Beckwiths Teenagerjahren starb. Er besuchte zunächst das Ampleforth College, bevor er im Zweiten Weltkrieg diente und bei der Landung in der Normandie schwer verwundet wurde. Er erlitt eine bleibende Verletzung an der rechten Hand. Nach dem Krieg studierte er Moderne Geschichte am Exeter College in Oxford.
1948 wurde Beckworth zum stellvertretenden Museumskurator in der Textilabteilung des Victoria and Albert Museum ernannt. Er wurde Spezialist für mittelalterliche und byzantinische Textilien. 1955 wurde er in die Abteilung für Architektur und Skulptur versetzt, wo er sich mit mittelalterlichen Elfenbeinschnitzereien befasste. 1958 wurde er zum stellvertretenden Kurator der Abteilung befördert.
Im gleichen Jahr half er bei der Organisation einer wichtigen Ausstellung byzantinischer Kunst in London und Edinburgh. Von 1974 bis 1979 war er Kurator der Abteilung für Architektur und Bildhauerei, von 1978 bis 1979 außerdem Slade Professor of Fine Art an der University of Oxford.
Beckwith wurde 1968 zum Fellow der Society of Antiquaries of London und 1974 zum Fellow der British Academy gewählt.

## Veröffentlichungen (Auswahl)
- The Andrews Diptych, London : Her Majesty’s Stationery Office, 1958. OCLC 863105345
- Caskets from Cordoba, London : H.M. Stationery Office, 1960. OCLC 465511
- The art of Constantinople; an introduction to Byzantine art, 330–1453. [New York] Phaidon Publishers; distributed by New York Graphic Society, Greenwich, Conn. [1961]. OCLC 1005064
- The Veroli casket, London : Her Majesty’s Stationery Office, 1962. OCLC 3028121
- The Basilewsky situla, London, H.M. Stationery Office 1963. OCLC 409489
- Early Medieval Art, New York, Praeger, 1964. OCLC 511588
- Early Christian and Byzantine Art, Harmondsworth, Penguin, 1970. OCLC 138811
- Ivory Carvings in Early Medieval England, London : Harvey, Miller and Medcalf, 1972. OCLC 629002
- Studies in Byzantine and medieval Western art, Pindar Press, 1989, ISBN 9780907132486